# Kanton Dijon-3
Der Kanton Dijon-3  ist seit 1973 ein französischer Wahlkreis im Arrondissement Dijon, im Département Côte-d’Or und in der Region Bourgogne-Franche-Comté. Vertreterin im Generalrat des Départements ist seit 2001 (wiedergewählt 2008) Colette Popard. 
Der Kanton besteht aus einem Teil der Stadt Dijon.
Bis zur landesweiten Neuordnung der französischen Kantone im März 2015 gehörte zum Kanton Dijon-3 ebenfalls nur ein Teil der Gemeinde Dijon. Er besaß vor 2015 den INSEE-Code 2111.